# Agnes Grey
Agnes Grey è il primo romanzo della scrittrice britannica Anne Brontë pubblicato nel 1847 sotto lo pseudonimo maschile di "Acton Bell".
Il romanzo è scritto in prima persona e narra la storia di Agnes Grey, la più giovane di due sorelle di una famiglia colpita da un inatteso tracollo economico, che, per non pesare sui genitori, lascia la propria casa per svolgere il lavoro di istitutrice presso ricche famiglie borghesi. 
Le esperienze educative vissute presso i Bloomfield prima e i Murray poi, le riflessioni sulla difficile condizione del suo status di governante, la descrizione dell'ambiente mondano e vacuo in cui si svolge gran parte della narrazione, dipingono un "microcosmo della società vittoriana", letto attraverso i convincimenti morali dell'autrice.

## Pubblicazione
Nel 1845 Anne scrive nel suo Diario di aver completato il terzo volume di un'opera che chiama "Passages In The Life Of An Individual", che si ritiene sia il futuro "Agnes Grey". Sarà portato a termine nel maggio 1846.
Il romanzo è stato pubblicato nel 1847 da Thomas Newby in un formato a tre volumi: Cime tempestose di Emily Brontë occupa i primi due volumi ed Agnes Grey il terzo. L'edizione originale di Agnes Grey conteneva numerosi errori di ortografia e di punteggiatura, attribuiti alla trascuratezza dall'editore. La seconda edizione, pubblicata nel 1850, è stata corretta da Charlotte Brontë.
È probabile che Anne sia stata la prima delle sorelle Brontë a scrivere un'opera in prosa per la pubblicazione, anche se Agnes Grey, Cime tempestose e Jane Eyre sono stati tutti pubblicati nell'anno 1847. 

## Trama
Protagonista è Agnes Grey, figlia di un pastore e della ricca Alice che ha sposato il religioso per amore e per questo è punita dalla famiglia con la mancata assegnazione dei beni che le sarebbero spettati. Mr. Grey a causa di un investimento sfortunato perde il suo capitale e la famiglia cade in disgrazia. Decisa a guadagnare il denaro necessario per prendersi cura di sé e non pesare sulla famiglia, Agnes accetta di svolgere l'attività di istitutrice, uno dei pochi lavori concessi alle donne rispettabili nella prima epoca vittoriana.
La prima famiglia presso la quale presta servizio è quella dei Bloomfield, residenti a Wellwood House. Mr. Bloomfield, un commerciante in pensione, rappresentante della nuova ricca borghesia, è una persona rozza, priva di gentilezza e di cortesia. I suoi figli sono viziati, indisciplinati e aggressivi, e Agnes non riuscirà ad ottenere alcun risultato da loro. I coniugi Bloomfield, ritenendola responsabile delle loro cattive abitudini e del mancato progresso nella loro istruzione, pur non essendo ad essa stato concesso alcun potere correttivo sui ragazzi, dopo circa un anno la licenziano.
Troverà un nuovo lavoro dai Murray, una famiglia di rango superiore della precedente, ma non particolarmente brillanti in quanto a carattere e buone maniere. Si occuperà dell'educazione delle loro due figlie, Rosalie e Matilda, che si riveleranno entrambe maleducate e altezzose, prive di sensibilità; altrettanto rozzi, insolenti e insinceri sono descritti la madre di Mr. Murray e gli ospiti della casa, a dispetto della loro posizione sociale. Sebbene la posizione di Agnes sia migliore di quella vissuta dai Bloomfield, dai Murray vivrà una situazione di isolamento e di emarginazione, sia a causa dell'indifferenza e della freddezza riservatele dai suoi datori di lavoro, sia dei comportamenti poco rispettosi, di rivalità e ostilità manifestati dai servi nei suoi confronti.
Nelle sue visite a Nancy Brown, una vecchia signora con problemi di vista a cui lei offrirà aiuto nella lettura della Bibbia, Agnes incontra il nuovo parroco, Edward Weston.
I due diventano presto amici, ma Rosalie Murray, pur segretamente fidanzata con Lord Ashby, un ricco baronetto da Ashby Park, per cattiveria e gelosia, cercherà di sedurre Mr. Weston, con grande sofferenza di Agnes.
Quest'ultima riceve dalla sorella una lettera in cui le viene richiesto di tornare a casa, perché il padre sta morendo, quindi lascia la famiglia Murray e Mr. Weston. Purtroppo giunge tardi, l'uomo muore e Agnes, con l'aiuto della madre, aprirà una piccola scuola, affrancandosi dal lavoro di governante.
Intanto Rosalie si è sposata infelicemente con Lord Ashby. Tempo dopo Agnes le fa visita e Rosalie le dice che Mr. Weston ha lasciato la zona. Rattristata da questa informazione, Agnes crede di non poterlo più rivedere. Il giorno dopo il suo arrivo a casa, però, va a fare una passeggiata in riva al mare e lo incontra. Da lui apprende che si è da poco trasferito nella canonica vicino a casa sua. L'amore fra i due non è mai cessato e quando lui le propone di sposarlo, lei dà il suo consenso.

## Personaggi
- Agnes Grey: personaggio principale e narratore della storia. È la figlia più giovane di Richard ed Alice Grey ed è determinata a prendersi cura di se stessa, per non pesare sulla famiglia ed evitare problemi alla madre.
- Edward Weston: un parroco di campagna che Agnes incontrò nelle sue visite a Nancy Brown. Lui e Agnes si innamorano, anche se Agnes crede che lui ami Rosalie Murray. Alla fine si sposeranno.
- Richard Grey: il padre di Agnes, un povero parroco che perde il suo patrimonio a causa di un incidente che rovinerà poi la sua salute.
- Alice Grey: la madre di Agnes, una donna che lascia la sua famiglia per sposare Richard Grey, venendo diseredata dal padre per questo, e che apre una scuola insieme alla figlia Agnes, dopo la morte del marito.
- Mrs. Bloomfield: padrona di Wellwood e prima datrice di lavoro di Agnes. È convinta che i suoi figli siano dei bravi ragazzi e che Agnes sia un cattivo esempio per loro.
- Mr. Bloomfield: padrone di Wellwood. È convinto che Agnes non sia competente e la rimprovera spesso per il suo comportamento scorretto nei confronti dei figli.
- Rosalie Murray: è la figlia più vecchia della famiglia Murray, che fa di Agnes la sua confidente. È una ragazza egoista, gelosa di Agnes a causa di Edward Weston. Sposerà Lord Ashby per il suo titolo e la sua ricchezza.
- Nancy Brown: una donna anziana che fa subito amicizia con Agnes. Nella sua casa, Agnes e Mr.Weston si incontrano.

## Genere

### Victorian Governess novel
Nella Gran Bretagna del periodo vittoriano, il lavoro di governante rappresentava, con quello di insegnante, l'unica occupazione riservata alle donne non sposate della classe media con una certa istruzione. La figura della governante, la cui presenza all'interno della società vittoriana è in netta crescita, tale da manifestarsi come un vero e proprio fenomeno sociale, diventa un personaggio popolare nei romanzi degli anni '30-'40, dando vita ad uno specifico genere letterario.
Le caratteristiche del genere prevedono la perdita di status sociale da parte dell'eroina, generalmente proveniente da una famiglia rispettabile, ma costretta da una situazione finanziaria sfavorevole a cercare un lavoro per sopravvivere; la posizione di istitutrice intermedia rispetto ai datori di lavoro e ai servi della casa e il senso di emarginazione e di isolamento che ne derivano; il rapporto conflittuale con gli alunni poco gestibili a causa della loro indisciplina e maleducazione e del mancato intervento genitoriale; il valore morale dell'eroina in relazione alle persone che le stanno intorno; il superamento finale delle difficoltà incontrate a cui si accompagna la riconquista della posizione sociale persa in precedenza, generalmente attraverso un matrimonio.

### Romanzo autobiografico
Agnes Grey è considerato un romanzo autobiografico perché si basa sull'esperienza personale dell'autrice, che tra il 1839 e il 1845 lavorò come governante per la famiglia Ingham a Blake Hall, a circa 20 miglia di distanza da Haworth, e successivamente presso la famiglia Robinson a Thorp Green Hall, vicino a York. Come Agnes, Anne dovette istruire alunni viziati e indisciplinati e venne licenziata dalla famiglia in cui lavorava. Con Agnes condivide anche la provenienza sociale: entrambe sono le figlie più giovani di un povero sacerdote. 
In particolare, Edward Chitam individua la genesi di Agnes Grey nelle riflessioni che Anne Brontë annotò nel suo diario il 31 luglio 1845.

### Romanzo di formazione
Per alcuni autori lo schema narrativo di Agnes Grey è tipico del genere del romanzo di formazione, nelle varianti della nuova versione femminile. 
Dell'appartenenza a questo genere ne offrirebbe una conferma la stessa autrice, che in alcuni passi iniziali del romanzo, attribuisce ad Agnes la curiosità e l'entusiasmo tipici di chi si appresta a fare il suo ingresso nell'età adulta: "Sarebbe stato bellissimo fare l'istitutrice. Vedere il mondo; iniziare una nuova vita; agire liberamente; esercitare facoltà inutilizzate; mettere alla prova una forza sconosciuta; guadagnarmi da vivere e guadagnare qualcosa per aiutare mio padre, mia madre e mia sorella".
Di parere opposto, Cates Baldridge sostiene che nonostante il grande impegno speso dall'autrice nel connotare il proprio come un Bildungsroman, il forte messaggio ideologico che connota il romanzo soffocherebbe lo sviluppo del personaggio di Agnes. Più che una figura d'argilla pronta ad essere plasmata, la giovane si rivelerebbe un pezzo di porcellana finito. Secondo Baldridge l'eroina sarebbe troppo impegnata ad affermare la superiorità della cerchia domestica sul mondo esterno, la centralità della famiglia borghese e del suo esempio morale come cardini dell'educazione, e come unici garanti della formazione di un adulto virtuoso. Tale motivazioni condurrebbero la Brontë ad assegnare ad Agnes un carattere statico nel suo ruolo passivo di osservatrice disapprovante; nessuno sviluppo o vera crescita interiore interesserebbero il personaggio.

## Critica
Se molti critici si sono soffermati sul valore letterario di quest'opera e della sua autrice, spesso comparandola alla sorella Charlotte Brontë e al suo più famoso Jane Eyre, altri autori più recentemente hanno analizzato il significato di Agnes Grey dal punto di vista storico e sociale.
Molta importanza è stata attribuita allo scopo didattico che il romanzo avrebbe assunto già nelle intenzioni dell'autrice. Tom Winnifrith, sottolineandone le finalità educative, lo definisce "un trattato pedagogico". 
Elizabeth Langland, Maria Frawley, Cecilia Lecaros ritengono che quest'opera affronti questioni centrali per il dibattito sui modelli di educazione femminile nel diciannovesimo secolo.
Al contrario di Charlotte Bronte, Anne non viene considerata un'autrice significativa dalla critica letteraria femminista, anche se si ritiene abbia affrontato in modo realistico la situazione di emarginazione e di esclusione sociale vissuta dalle donne in età vittoriana. Il suo approccio sarebbe stato mite e la sua eroina non sfiderebbe i costumi e le tradizioni consolidate per affermare la propria libertà e individualità.
Vi sono comunque degli elementi di novità sottolineati dalla critica. L'originalità di Agnes Grey rispetto ad altre opere del genere "governess novel" risiederebbe ad esempio nell'entusiasmo dimostrato dalla giovane protagonista per il suo futuro di governante, che le avrebbe permesso di sperimentare se stessa e di raggiungere un'autonomia economica. L'apertura di una scuola con la madre, sul finale del libro, rappresenterebbe infine una forma di riscatto autonoma, sostitutiva del matrimonio che concludeva invece tradizionalmente i romanzi appartenenti a questo genere.

## Edizioni italiane
- Agnes Grey, in Tre romanzi (con Jane Eyre e Cime tempestose), introduzione di Maria Luisa Astaldi, a cura di Lia Spaventa Filippi, Roma: Gherardo Casini Editore, 1956.
- Sempre con te, a cura di Valentina Bianconcini, Bologna: Capitol, 1962.
- Agnes Grey, a cura di Marisa Sestito, Roma: Editori Riuniti, 1989 ISBN 88-35-93292-0.
- Agnes Grey (con Cime tempestose e Jane Eyre), trad. e introduzione di Maria Sestito, prefazioni di Giuseppe Lombardo, Mario Lunetta e Maria Sestito, Roma: Newton, 1997, ISBN 88-81-838-46-X.
- Agnes Grey, trad. di Anna Luisa Zazo, introduzione di Janet H. Freeman, con uno scritto di Charlotte Brontë, Collana Oscar Classici, Milano: Mondadori, 1999, ISBN 978-88-044-7178-3.
- Agnes Grey (con Jane Eyre e Cime tempestose), trad. di Lia Spaventa Filippi, con un saggio di Phyllis Bentley, introduzione di Marisa Sestito, Milano: BUR, 2008, ISBN 978-88-170-2218-7.